# B计划
《B计划》是Data East在1984年推出的垂直卷轴射击街机游戏。游戏1986年移植到红白机，这是Data East最早在此平台发行的街机游戏。标题的“B”意为战争（Battle）。

## 遊戲簡介
- 遊戲全部有30關，玩家需擊倒沿途遇到的敵人，最後擊敗Boss才能進入下一關。
- 玩家第1關開始遊戲前可以選擇武器，每第4n+1關(n為0到7之間的整數)可以重新選擇武器，但有些武器只能在闖關過程中取得。
- 闖關過程中可視需要替換武器，如果受傷則只能以最初狀態遊戲，一次最多射出2發子彈，遊戲音樂也會改變。
- 第4n+2關(n為0到5之間的整數)有跳關區域，跳關可跳4關，可從第2關開始連續跳關至第26關。
- 第3n關(n為1到9之間的整數)最終Boss為動物形體，其他為基地。